# Giuseppe de Luca
Giuseppe De Luca (Roma, 25 de desembre del 1876 – Nova York, 26 d'agost del 1950) fou un baríton italià. Va passar la major part de la seva carrera al Metropolitan Opera House de Nova York. De petites proporcions físiques, no tenia una veu gaire potent, però tenia un timbre excepcionalment bonic i suau, sobretot en el registre mitjà. Era considerat un mestre de l'actuació del legato. També va ser un molt bon actor, sobretot en papers còmics.
Va estudiar a Roma al Conservatori de Santa Cecilia, on va tenir com a professors dos famosos ex-cantants: Venceslao Persichini i Antonio Cotogni, i va debutar el 1897 a Piacenza com a Valentino a Faust.
Després va cantar a La Scala del 1902 al 1910 i a la Royal Opera House de Londres el 1907. Després va marxar als Estats Units i ràpidament es va convertir en el baríton principal del "Metropolitan Theatre", on va actuar durant vint anys, del 1915 al 1935, tornant a Europa durant un breu període entre 1939 i 1940.
De Luca també és conegut per haver creat els dos papers de Sharpless a Madama Butterfly ("Teatro alla Scala", 1904) i Gianni Schicchi (Metropolitan, 1918), així com els personatges de Michonnet a Adriana Lecouvreur (1902) i Gleby a Sibèria d'Umberto Giordano (1903).
Arturo Toscanini va dir d'ell, "absolutament el millor baríton que he conegut mai". La seva obra va des del gènere còmic fins al bel canto del segle XIX, passant per Verdi, amb una breu excursió al repertori wagnerià a l'inici de la seva carrera.
El seu art està documentat per nombrosos enregistraments fonogràfics realitzats pels segells Fonotipia i Victor. En alguns d'aquests va cantar amb altres grans intèrprets metropolitans de l'època, com Enrico Caruso i Rosa Ponselle.

## Repertori
| Rol                     | Títol                          | Autor       |
| ----------------------- | ------------------------------ | ----------- |
| Mefistofele             | La damnation de Faust          | Berlioz     |
| Zurga                   | I pescatori di perle           | Bizet       |
| Escamillo               | Carmen                         | Bizet       |
| Eugeni Onegin           | Ievgueni Oneguin               | Txaikovski  |
| Michonnet               | Adriana Lecouvreur             | Cilea       |
| Folco                   | Gloria                         | Cilea       |
| Belcore                 | L'elisir d'amore               | Donizetti   |
| Antonio                 | Linda di Chamounix             | Donizetti   |
| Alfonso IX              | La favorita                    | Donizetti   |
| Dottor Malatesta        | Don Pasquale                   | Donizetti   |
| Plunkett                | Martha                         | Flotow      |
| Cristoforo Colombo      | Cristoforo Colombo             | Franchetti  |
| Carlo Worms             | Germania                       | Franchetti  |
| Carlo Gérard            | Andrea Chénier                 | Giordano    |
| De Sirieux              | Fedora                         | Giordano    |
| Gleby                   | Siberia                        | Giordano    |
| Napoleone               | Madame Sans-Gêne               | Giordano    |
| Valentino               | Faust                          | Gounod      |
| Tonio/Taddeo            | Pagliacci                      | Leoncavallo |
| Cascart                 | Zazà                           | Leoncavallo |
| Compare Alfio           | Cavalleria rusticana           | Mascagni    |
| David                   | L'amico Fritz                  | Mascagni    |
| Kyoto                   | Iris                           | Mascagni    |
| Renaldo                 | Amica                          | Mascagni    |
| Scindia                 | Le Roi de Lahore               | Massenet    |
| Erode                   | Hérodiade                      | Massenet    |
| Lescaut                 | Manon                          | Massenet    |
| Il Re                   | Le Cid                         | Massenet    |
| Alberto                 | Werther                        | Massenet    |
| Atanaele                | Thaïs                          | Massenet    |
| Coudal                  | Saffo                          | Massenet    |
| Marchese di Saluces     | Grisélidis                     | Massenet    |
| Sancho Panza            | Don Quichotte                  | Massenet    |
| Conte di Nevers         | Les Huguenots                  | Meyerbeer   |
| Hoël                    | Dinorah                        | Meyerbeer   |
| Conte d'Almaviva        | Le nozze di Figaro             | Mozart      |
| Don Giovanni            | Don Giovanni                   | Mozart      |
| Guglielmo               | Così fan tutte                 | Mozart      |
| Barnaba                 | La Gioconda                    | Ponchielli  |
| Lescaut                 | Manon Lescaut                  | Puccini     |
| Marcello                | La bohème                      | Puccini     |
| Barone Scarpia          | Tosca                          | Puccini     |
| Sharpless               | Madama Butterfly               | Puccini     |
| Jack Rance              | La fanciulla del West          | Puccini     |
| Gianni Schicchi         | Gianni Schicchi                | Puccini     |
| Ping                    | Turandot                       | Puccini     |
| Marouf                  | Marouf, ciabattino del Cairo   | Rabaud      |
| Ondino                  | La campana sommersa            | Respighi    |
| Bruschino padre         | Il signor Bruschino            | Rossini     |
| Taddeo                  | L'italiana in Algeri           | Rossini     |
| Figaro                  | Il barbiere di Siviglia        | Rossini     |
| Gran Sacerdote di Dagon | Samson et Dalila               | Saint-Saëns |
| Gran Sacerdote          | La Vestale                     | Spontini    |
| Lotario                 | Mignon                         | Thomas      |
| Hamlet                  | Hamlet                         | Thomas      |
| Nabucco                 | Nabucco                        | Verdi       |
| Don Carlo               | Ernani                         | Verdi       |
| Francesco Foscari       | I due Foscari                  | Verdi       |
| Miller                  | Luisa Miller                   | Verdi       |
| Rigoletto               | Rigoletto                      | Verdi       |
| Conte di Luna           | Il trovatore                   | Verdi       |
| Giorgio Germont         | La traviata                    | Verdi       |
| Renato                  | Un ballo in maschera           | Verdi       |
| Don Carlo di Vargas     | La forza del destino           | Verdi       |
| Don Rodrigo di Posa     | Don Carlo                      | Verdi       |
| Amonasro                | Aïda                           | Verdi       |
| Jago                    | Otello                         | Verdi       |
| Ford                    | Falstaff                       | Verdi       |
| Federico di Telramondo  | Lohengrin                      | Wagner      |
| Wolfram von Esenbach    | Tannhäuser                     | Wagner      |
| Alberico                | L'or del Rin                   | Wagner      |
| Hans Sachs              | Die Meistersinger von Nürnberg | Wagner      |
| Amfortas                | Parsifal                       | Wagner      |